# Arctia illustris
Arctia illustris är en fjärilsart som beskrevs av Edward Alfred Cockayne 1949. Arctia illustris ingår i släktet Arctia och familjen björnspinnare. Inga underarter finns listade i Catalogue of Life.